# Leandra Becerra Lumbreras
Leandra Becerra Lumbreras (Tula, México, 31 de agosto de 1887?-Zapopan, México, 19 de marzo de 2015) fue una mujer supercentenaria mexicana conocida por haber reclamado ser la mujer más longeva de México y toda Latinoamérica y posiblemente del mundo. En el momento de su muerte, había supuestamente alcanzado la edad de 127 años y 200 días, [cita requerida] y según el registro anterior a su muerte constaba de una descendencia formada por 5 hijos, 20 nietos, 73 bisnietos y 55 tataranietos, así como un número indeterminado de choznos, es decir, los hijos de sus tataranietos.

## Biografía
Leandra Becerra reclamaba haber nacido el 31 de agosto de 1887, en el lecho de una familia de cantantes. Según escribió el periódico británico The Telegraph, "ella tenía 27 años cuando estalló la Primera Guerra Mundial, 75 años cuando John F. Kennedy fue asesinado y alrededor de 102 años cuando se produjo la caída del muro de Berlín."
Entre 1910 y 1917, Lumbreras decía haber luchado como una de las líderes de las Adelitas en la Revolución mexicana. Este era un grupo de mujeres que se unieron a sus maridos en la batalla. Durante la revolución, estuvo envuelta en una relación con Margarito Maldonado, un líder revolucionario. Maldonado le dio a Lumbreras un rifle que ella conservó hasta su muerte. La supercentenaria confesó que Maldonado fue "uno de los grandes amores de su vida". 
Según un registro realizado antes de su muerte, constaba entonces de una descendencia formada por 5 hijos, 20 nietos, 73 bisnietos y 55 tataranietos, así como un número indeterminado de choznos, es decir, los hijos de sus tataranietos. Dos de sus nietas, Miriam Alvear y Celia Hernández, fueron conocidas en los medios por detallar a la prensa datos sobre la longevidad de su abuela.
Falleció el 19 de marzo de 2015 tras varios meses aquejada de un dolor pulmonar y después de un año en el que fue progresivamente perdiendo lucidez mental.

## Controversia
El acta de bautizo indica que Leandra Becerra Lumbreras nació en la Joya de San Francisco el 13 de marzo de 1904, y fue bautizada el 4 de junio de 1904, como hija de Calixto Becerra y Basilia Lumbreras. Los datos públicos del censo de 1930 tampoco avalan la edad atribuida.
Lo que supone que vivió 111 años y seis días.